# یخچال مالاسپینا
یخچال مالاسپینا (انگلیسی: Malaspina Glacier) در جنوب‌شرقی آلاسکا قرار دارد و بزرگ‌ترین یخچال دشت‌سری دنیا به‌شمار می‌رود. این یخچال طبیعی حدود ۶۵ کیلومتر عرض و ۴۵ کیلومتر طول دارد و مساحت آن به ۳٬۹۰۰ کیلومتر مربع می‌رسد. نام این یخچال از الساندور مالسپینا کاوشگر ایتالیایی گرفته شده که در خدمت نیروی دریایی اسپانیا بود و در سال ۱۷۹۱ از این مناطق بازدید کرد.